# Teenage Euthanasia
Teenage Euthanasia är en amerikansk animerad komediserie som hade premiär den 6 september 2021. Serien sändes i två säsonger och sista avsnittet visades 28 september 2023.

## Handling
Serien utspelar sig i Florida och kretsar kring ägarna till begravningsbyrån Tender Endings bestående av Grandma Baba och hennes barn Pete och Trophy samt Trophys tonårsdotter Euthanasia (Annie).

## Röster i urval
- Maria Bamford – Trophy Fantasy
- Jo Firestone – Euthanasia "Annie" Fantasy
- Tim Robinson – Uncle Pete
- Bebe Neuwirth – Baba
- Ozioma Akagha
- Philip Anthony-Rodriguez
- H. Jon Benjamin
- Aidy Bryant
- Stephen Colbert
- David Cross
- Natasia Demetriou
- Loretta Devine
- Cole Escola
- Leo Fitzpatrick
- John Gemberling
- Jon Glaser
- Illana Glazer
- Kimiko Glenn
- Harvey Guillén
- Orlando Jones
- Taryn Manning
- Conner O'Malley
- Patton Oswalt
- Edi Patterson
- Bumper Robinson
- William Salyers
- Kristen Schaal